# 西歌林莺
，是雀形目莺鹛科的一种鸟类。

## 特征
西歌林莺体重约21.9克，翼长约79毫米，嘴峰长约17.1毫米，喙宽度约3.6毫米，喙厚度约4.2毫米，跗蹠长约24.6毫米，尾长约68.8毫米。西歌林莺是候鸟，其栖息在半开放的中等高度的林地中，食性为肉食性，主要食物来源是陆生无脊椎动物。

## 亚种
- ：分布于欧洲西南部和非洲北部（摩洛哥东部至利比亚西北部）；在毛里塔尼亚南部至苏丹西部越冬。
- ：分布于利比亚东北部。[4]